# D'Artagnan e i moschettieri del re (singolo)
D'Artagnan e i moschettieri del re è il 51° singolo discografico di Cristina D'Avena, pubblicato nel 1989.

## Descrizione
Il brano era la sigla dell'anime omonimo, scritta da Alessandra Valeri Manera su musica e arrangiamento di Carmelo Carucci. La canzone è stata pubblicata per la prima volta nel 1989, ma incisa sicuramente l'anno prima. Il 45 giri riporta infatti incisa sul vinile la data 28/12/1988. Sul lato B è incisa la versione strumentale.
La versione cantata da Cristina D'avena è stata incisa su album per la prima volta in Cristina D'Avena e... i tuoi amici in TV 3 e, successivamente, è comparsa in altre raccolte.

## Tracce
Lato A
1. D'Artagnan e i moschettieri del re – 3:17 (Alessandra Valeri Manera-Carmelo Carucci)

Lato B
1. D'Artagnan e i moschettieri del re (strumentale) – 3:15 (Alessandra Valeri Manera-Carmelo Carucci)